# ریستی‌یروی
ریسْتی‌یَرْوی (به فنلاندی: Ristijärvi) یک منطقهٔ مسکونی در فنلاند است که در کاینو واقع شده‌است.